# KRB II
| KRB II / kkStB 929 / BBÖ 929 / NÖLB 5                       | KRB II / kkStB 929 / BBÖ 929 / NÖLB 5                                   | KRB II / kkStB 929 / BBÖ 929 / NÖLB 5                                   |
| ----------------------------------------------------------- | ----------------------------------------------------------------------- | ----------------------------------------------------------------------- |
| kkStB 29.03 ex KRB II Nr. 11 „Unzmarkt“ später kkStB 929.07 |                                                                         |                                                                         |
| Technische Daten                                            |                                                                         |                                                                         |
|                                                             | 1868                                                                    | 1895                                                                    |
| Nummerierung:                                               | KRB: 1–29 kkStB 29.01–15 kkStB 929.01–06, 08–15 BBÖ 929.09 NÖLB 5.01–02 | KRB: 1–29 kkStB 29.01–15 kkStB 929.01–06, 08–15 BBÖ 929.09 NÖLB 5.01–02 |
| Anzahl:                                                     | KRB: 15 kkStB: 15 (von KRB) BBÖ: 1 (von kkStB) NÖLB: 2 (von kkStB)      | KRB: 15 kkStB: 15 (von KRB) BBÖ: 1 (von kkStB) NÖLB: 2 (von kkStB)      |
| Hersteller:                                                 | Sigl/Wien                                                               | Sigl/Wien                                                               |
| Baujahr(e):                                                 | 1868–1869                                                               | 1868–1869                                                               |
| Ausmusterung:                                               | bis 1923                                                                | bis 1923                                                                |
| Bauart:                                                     | C n2                                                                    | C n2                                                                    |
| Zylinderdurchmesser:                                        | 435 mm                                                                  | 435 mm                                                                  |
| Kolbenhub:                                                  | 632 mm                                                                  | 632 mm                                                                  |
| Treibraddurchmesser:                                        | 1.495 mm                                                                | 1.495 mm                                                                |
| Fester Radstand:                                            | 3.160 mm                                                                | 3.160 mm                                                                |
| Gesamtradstand:                                             | 3.160 mm                                                                | 3.160 mm                                                                |
| Gesamtradstand mit Tender:                                  | 10.058 mm                                                               | 10.058 mm                                                               |
| Rohrheizfläche:                                             | 103,0 m²                                                                | 110,5 m²                                                                |
| Anzahl der Heizrohre:                                       | 156                                                                     | 167                                                                     |
| Strahlungsheizfläche:                                       | 8,0 m²                                                                  | 7,9 m²                                                                  |
| Rostfläche:                                                 | 1,78 m²                                                                 | 1,63 m²                                                                 |
| Kesselüberdruck:                                            | 9/10 atm                                                                | 10 atm                                                                  |
| Leermasse:                                                  | 31,6 t                                                                  | 31,6 t                                                                  |
| Reibungsmasse:                                              | 35,5 t                                                                  | 35,5 t                                                                  |
| Dienstmasse:                                                | 35,5 t                                                                  | 35,5 t                                                                  |
| Höchstgeschwindigkeit:                                      | 55 km/h                                                                 | 55 km/h                                                                 |
| Tender:                                                     | 13, 34, 35, 40                                                          | 13, 34, 35, 40                                                          |

Die Dampflokomotivreihe KRB II war eine Personenzug-Lokomotivreihe der k.k. priv. Kronprinz Rudolf-Bahn (KRB).
Wegen der hügeligen Strecken benötigte die KRB für den Personenzugdienst dreifach gekuppelte Lokomotiven.
Sie beschaffte daher 15 Nassdampfmaschinen in den Jahren 1868/69 bei Sigl in Wien, gab ihnen die Reihenbezeichnung II und die Nummern 1–29.
Bei der KRB hatten die Personenzuglokomotiven ungerade Nummern, die Güterzug- und Tenderlokomotiven gerade Nummern.
Außerdem bekamen die Fahrzeuge die Namen STEYR, LEOBEN, UNZMARKT, WALD, JUDENBURG, ST.VEIT, VILLACH, SCHAUERFELD, OSSIACH, KLAGENFURT, MÖSEL, GAISHORN, ROTTENMANN, WEYER und REICHRAMING.
Nach der Verstaatlichung 1884 ordnete die kkStB sie als Reihe 29 ein.
Um jedoch für die neue Gölsdorfsche Tenderlokomotivreihe 29 Platz zu schaffen, wurden die 29er 1912 in 929 umgezeichnet.
Nach 1895 bekam ein Teil der Maschinen neue Kessel.
Die 929.14 und 929.04 kamen als 5.01–02 zu den Niederösterreichischen Landesbahnen (NÖLB).
Nach dem Ersten Weltkrieg kam die verbliebene 929.09 zur BBÖ, die sie 1923 ausmusterte.